# إثميا متفجعة
إثميا متفجعة (الاسم العلمي: Ethmia pullata) هي نوع من الحشرات تتبع جنس الإثميا من فصيلة الألاشستيات.